# Nedre Vallvattnet
Nedre Vallvattnet är en sjö i Sollefteå kommun i Ångermanland och ingår i Ångermanälvens huvudavrinningsområde. Sjön har en area på 0,61 kvadratkilometer och ligger 294 meter över havet.

## Delavrinningsområde
Nedre Vallvattnet ingår i det delavrinningsområde (705053-151068) som SMHI kallar för Utloppet av Nedre Vallvattnet. Medelhöjden är 314 meter över havet och ytan är 3,65 kvadratkilometer. Räknas de 3 avrinningsområdena uppströms in blir den ackumulerade arean 20,57 kvadratkilometer. Vattendraget som avvattnar avrinningsområdet har biflödesordning 4, vilket innebär att vattnet flödar genom totalt 4 vattendrag innan det når havet efter 159 kilometer. Avrinningsområdet består mestadels av skog (55 procent) och sankmarker (21 procent). Avrinningsområdet har 0,61 kvadratkilometer vattenytor vilket ger det en sjöprocent på 16,8 procent.